# Ipomoea zanzibarica
Ipomoea zanzibarica är en vindeväxtart som beskrevs av Bernard Verdcourt. Ipomoea zanzibarica ingår i släktet praktvindor, och familjen vindeväxter. Inga underarter finns listade i Catalogue of Life.